# Zbrosławice (gmina)
La gmina de Zbrosławice est une commune rurale de la voïvodie de Silésie et du powiat de Tarnowskie Góry. Elle s'étend sur 148,71 km2 et comptait 15 579 habitants en 2006. Son siège est le village de Zbrosławice qui se situe à environ 10 kilomètres au sud-ouest de Tarnowskie Góry et à 26 kilomètres au nord-ouest de Katowice.

## Villages
La gmina de Zbrosławice comprend les villages et localités de Boniowice, Czekanów, Jasiona, Jaśkowice, Kamieniec, Karchowice, Kopienica, Księży Las, Laryszów, Łubie, Łubki, Miedary, Przezchlebie, Ptakowice, Świętoszowice, Szałsza, Wieszowa, Wilkowice, Zawada, Zbrosławice et Ziemięcice.

## Villes et gminy voisines
La gmina de Zbrosławice est voisine des villes de Bytom, Gliwice, Pyskowice, Tarnowskie Góry et Zabrze, et des gminy de Toszek, Tworóg et Wielowieś.